# 柳博德拉格·西蒙诺维奇
柳博德拉格·西蒙诺维奇（羅馬化：Ljubodrag Simonović，1949年1月10日—），塞尔维亚男子篮球运动员。他曾代表南斯拉夫参加1972年夏季奥林匹克运动会篮球比赛，获得第五名。